# Enedwaith

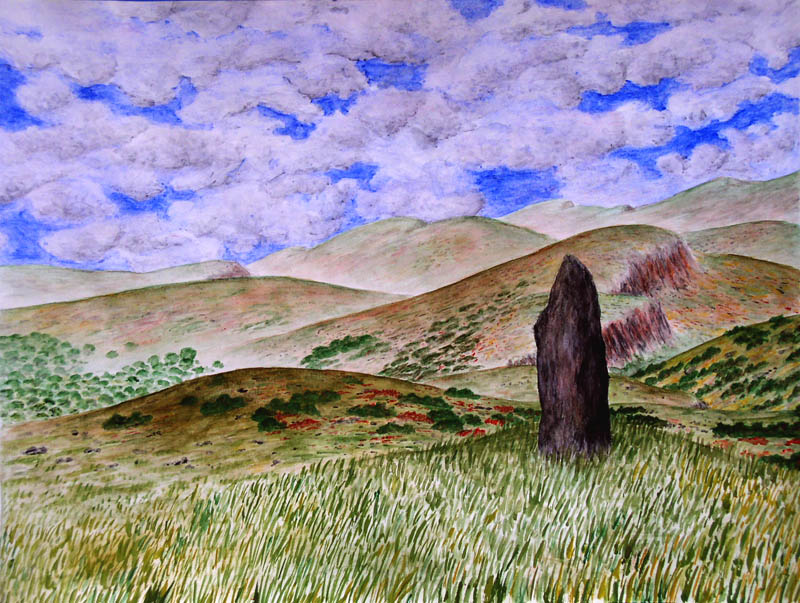
l'Enedwaith

Carte de la Terre du Milieu à partir du Second Âge.

Dans l'univers de J. R. R. Tolkien, l'Enedwaith, que l'on peut aussi écrire Enedhwaith, était le nom d'une région de la Terre du Milieu et des hommes qui y vivaient. La région a conservé son nom même quand le peuple d'Enedwaith n'y était plus.
Les frontières de l'Enedwaith, qui est le mot sindarin pour 'Région du Milieu' et 'Peuple de Milieu', étaient :
- Au Nord, les rivières Gwathló (Flots Gris) et Glanduin
- À l'Est, l'Hithaeglir (les Monts Brumeux)
- À l'Ouest, Belegaer (la grande mer)
- Au Sud, la rivière Isen

Durant le Premier Âge et le début du Second Âge, l'Enedwaith était très boisé, mais l'arrivée à partir du septième siècle S.A. des Numénóréens en quête de bois fut dévastatrice pour le paysage.
Les Enedwaithiens « étaient des habitants de la forêt, dispersés en communautés indépendantes ». Ils étaient vaguement apparentés aux anciens Haladins, ce qui n'était pas reconnu par les  Númenóréens, qui descendaient principalement des Premières et Troisièmes Maisons d'Edain, et parce qu'ils parlaient des langues différentes. Les Enedwaithiens n'étaient pas considérés comme des Hommes du Milieu, amis et cousins éloignés des Edain, mais ils étaient rangés parmi les 'Peuples des Ténèbres', ennemis et étrangers.
Les forêts dénudées de l'Enedwaith et nombre de celles du Nord de l'Eriador furent finalement détruites lors de la Guerre des Elfes et de Sauron vers 1700 S.A. Une grande partie des arbres qui avaient survécu à cet abattage furent brûlés. Seuls quelques coins comme Eryn Vorn furent épargnés, et la Vieille Forêt s'étend toujours dans le Nord de cette région. Beaucoup de survivants à la guerre natifs de la région se sont réfugiés dans les hautes terres de la partie Est d'Enedwaith, « les Contreforts des Monts Brumeux ». Cette partie est ensuite devenue le Pays de Dun.
Après l'an 3320 du Second Âge, l'Enedwaith a formé la partie septentrionale du nouveau Royaume de Gondor, du moins officiellement. Le Sud-Est était toujours bien boisé, mais le reste de l'Enedwaith était à cette époque en grande partie recouvert d'herbages. Après la Grande Peste de 1636 du Troisième Âge, le Gondor a cessé d'exercer son autorité dans cette région.
Tharbad, à l'origine une des deux anciennes cités bâties sur le Gwathló et la seule à avoir subsisté jusqu'au troisième Âge, fut finalement abandonnée en l'an 2912 T.A. Après cela, seuls deux groupes ont survécu en Enedwaith : les habitants de Pays de Dun dans la partie orientale et « d'assez nombreux barbares pêcheurs de poissons » errants sur la côte. 
L'Enedwaith prit l'utilitée d'une terre frontalière entre l'Arnor et le Gondor jusqu'à la fin du troisième âge.